# Cyornis nicobaricus
A Cyornis nicobaricus a madarak (Aves) osztályának verébalakúak (Passeriformes) rendjébe, ezen belül a légykapófélék (Muscicapidae) családjába tartozó faj.

## Rendszerezése
A fajt Richmond írta le 1897-ben, a Rhinomyias nembe Rhinomyias nicobarica néven. Egyes szervezetek jelenleg is ide sorolják.

## Előfordulása
Délkelet-Ázsiában, Indiához tartozó Nikobár-szigetek területén honos. Természetes élőhelyei a szubtrópusi vagy trópusi síkvidéki esőerdők, mangroveerdők és cserjések, valamint vidéki kertek. Vonuló faj.

## Megjelenése
Testhossza 14-15 centiméter.

## Életmódja
Főleg rovarokkal táplálkozik.

## Természetvédelmi helyzete
Az elterjedési területe kicsi, egyedszáma 13300 alatti és csökken. A Természetvédelmi Világszövetség Vörös listáján mérsékelten fenyegetett fajként szerepel.